# Luciano Spinosi
Luciano Spinosi (Roma, 9 de maio de 1950) é um ex-futebolista e treinador italiano que atuava como meia ou defensor.

## Carreira
Luciano Spinosi fez parte do elenco da Seleção Italiana de Futebol na Copa do Mundo de 1974.